# Aleta (armadura)

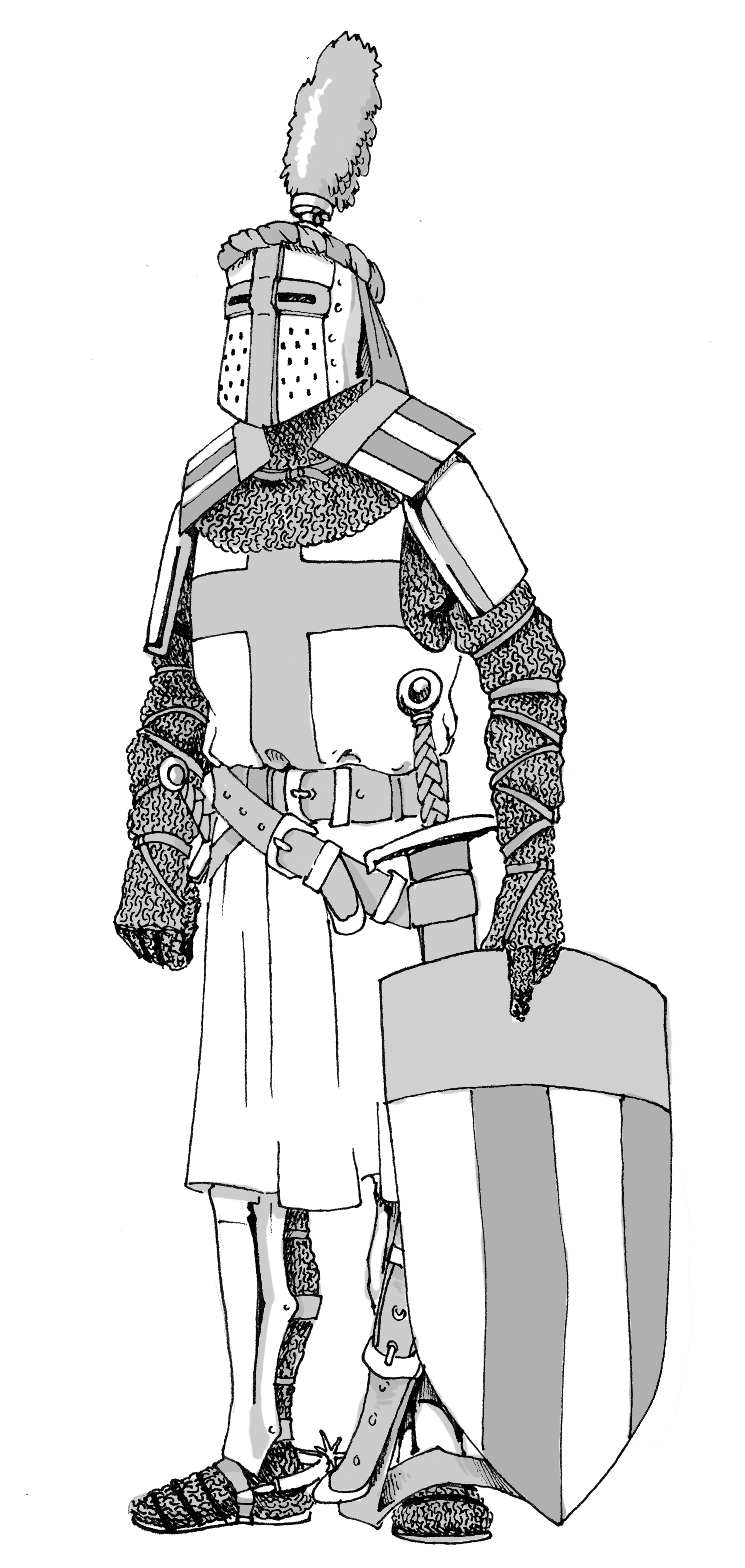
Un caballero de mediados del. Sobre sus hombros tiene colocadas aletas

En los combatientes de los siglos XIII y XIV, se llamaba aleta a la pieza destinada a defender el hombro.
La aleta consiste en dos pequeños rectángulos iguales reunidos por su lado más largo de modo que forman un tejadillo de dos planos inclinados, generalmente blasonada. Algunas veces se componían de launas articuladas. Aplicadas en el siglo XIII a los hombros, eran de cuero o cuerno siendo de notar que fue la primera pieza de hierro que se colocó sobre la cota de malla y, por tanto, el principio de la armadura de placas o de platas. Se enlazaban bajo la axila y por medio de un juego de correas venían en el momento del combate a apoyar su cabeza contra los lados del casco, formando así dos planos inclinados que hacían resbalar los golpes.
Ofrecían mínima protección y su función principal no era la de proteger, sino la de mostrar las armas de su portador.